# Каримов, Хайрулла Тошпулатович
Хайрулла Тошпулатович Каримов (узб. Xayrulla Toshpo'latovich Karimov; 22 апреля 1978, Наманган, Узбекская ССР, СССР) — узбекский футболист, защитник.

## Биография
Начал профессиональную карьеру в наманганском «Навбахоре» в 1996 году. В 2005—2007 играл за мубарекский «Машал». С 2008 года играет за ташкентский «Бунёдкор» (ранее «Курувчи»).
Каримов с 2007 года выступает за сборную Узбекистана. В 2007 году выступал за сборную в девяти матчах.

## Достижения
- Чемпион Узбекистана: 1996, 2008, 2009
- Серебряный призёр чемпионата Узбекистана: 2005
- Бронзовый призёр чемпионата Узбекистана: 1997, 1998, 1999, 2003, 2004, 2007
- Обладатель Кубка Узбекистана: 2008